# Eredivisie (atletiek)
De eredivisie (ook wel NK Teams) is de hoogste divisie binnen de competitie van Nederlandse atletiekverenigingen, georganiseerd door de Atletiekunie. Tijdens deze wedstrijd wordt gestreden om het Nederlands kampioenschap voor verenigingsteams.

## Competitie
De eredivisie telt acht mannenteams en acht vrouwenteams, die hun competitieprogramma op een enkele dag in het jaar afwerken. Het competitieprogramma bestaat voor de mannenteams uit zeventien individuele onderdelen en twee estafettes. Ook de vrouwen worden geacht zeventien individuele onderdelen en twee estafettes te volbrengen. De teams mogen per onderdeel één deelnemer of deelnemend team opstellen.

### Huidige samenstelling eredivisie
in 2023
| Mannen             | Gemeente       |  | Vrouwen            | Gemeente  |
| ------------------ | -------------- |  | ------------------ | --------- |
| AAC                | Amsterdam      |  | AV Sprint          | Breda     |
| AV 1923            | Amsterdam      |  | GAC Hilversum      | Hilversum |
| AV Sprint          | Breda          |  | Groningen Atletiek | Groningen |
| AV Unitas          | Sittard-Geleen |  | Haag Atletiek      | Den Haag  |
| Haag Atletiek      | Den Haag       |  | PAC                | Rotterdam |
| PAC                | Rotterdam      |  | Phanos             | Amsterdam |
| Phanos             | Amsterdam      |  | Prins Hendrik      | Vught     |
| Rotterdam Atletiek | Rotterdam      |  | Rotterdam Atletiek | Rotterdam |

### Puntentelling
De puntentelling geschiedt op basis van de plaats waarop de deelnemer of het deelnemende team (in geval van estafettes) eindigt. De winnaar ontvangt 8 punten, voor elke plaats die lager wordt geëindigd loopt het aantal verdiende punten af (t/m 1 punt voor plaats 8). Wanneer geen prestatie wordt neergezet op een onderdeel, verdient een team geen punten. De ploeg die de meeste punten behaalt, mag zich uiteindelijk Nederlands Kampioen Teams noemen.

### Promotie/Degradatie
De nummers vijf tot en met zeven van de eredivisie moeten in een promotie-/degradatiewedstrijd strijden voor behoud van hun eredivisieplek. In deze wedstrijd gaan zij de strijd aan met de nummers twee tot en met vijf uit de eerste divisie. Tijdens deze promotie/degradatie wedstrijd wordt het programma van de NK-teams afgewerkt. De nummer acht degradeert rechtstreeks en wordt vervangen door de nummer één uit de eerste divisie.

## Recente geschiedenis

### Landskampioenen
vanaf 2003
| Jaar | Stad       | Kampioen mannen      | Kampioen vrouwen     | # teams |
| ---- | ---------- | -------------------- | -------------------- | ------- |
| 2003 | Amsterdam  | AAC, Amsterdam       | Groningen Atletiek   | 12      |
| 2004 | Amsterdam  | AAC, Amsterdam       | Groningen Atletiek   | 8       |
| 2005 | Sittard    | AAC, Amsterdam       | AAC, Amsterdam       | 8       |
| 2006 | Hengelo    | Phanos, Amsterdam    | Rotterdam Atletiek   | 8       |
| 2007 | Amsterdam  | Phanos, Amsterdam    | AAC, Amsterdam       | 8       |
| 2008 | Vught      | Phanos, Amsterdam    | AV Unitas, Sittard   | 8       |
| 2009 | Den Haag   | Rotterdam Atletiek   | Rotterdam Atletiek   | 8       |
| 2010 | Sittard    | Phanos, Amsterdam    | Rotterdam Atletiek   | 8       |
| 2011 | Hengelo    | Phanos, Amsterdam    | Rotterdam Atletiek   | 8       |
| 2012 | Assen      | Phanos, Amsterdam    | Phanos, Amsterdam    | 8       |
| 2013 | Den Haag   | Phanos, Amsterdam    | Phanos, Amsterdam    | 8       |
| 2014 | Breda      | Phanos, Amsterdam    | AV Sprint, Breda     | 8       |
| 2015 | Vught      | Haag Atletiek        | AV Sprint, Breda     | 8       |
| 2016 | Sittard    | Haag Atletiek        | Phanos, Amsterdam    | 8       |
| 2017 | Den Haag   | Prins Hendrik, Vught | Rotterdam Atletiek   | 8       |
| 2018 | Amsterdam  | Rotterdam Atletiek   | Rotterdam Atletiek   | 8       |
| 2019 | Vught      | Haag Atletiek        | Rotterdam Atletiek   | 8       |
| 2020 | -          | -                    | -                    | 0       |
| 2021 | Vught      | Rotterdam Atletiek   | Rotterdam Atletiek   | 8       |
| 2022 | Assendelft | Rotterdam Atletiek   | Groningen Atletiek   | 8       |
| 2023 | Vught      | Rotterdam Atletiek   | Groningen Atletiek   | 8       |
| 2024 | Den Haag   | Haag Atletiek        | Prins Hendrik, Vught | 8       |
| 2025 | Vught      | Rotterdam Atletiek   | Prins Hendrik, Vught | 8       |

### Eeuwige ranglijst
vanaf 2004, bijgewerkt t/m 2019
| Legenda kleuren in de tabellen Seizoen 2021 |
| ------------------------------------------- |
| Uitkomend in de eredivisie                  |
| Uitkomend in de eerste divisie              |
| Lager of niet uitkomend                     |

| punten | punten                      | # wedstr. | punten | # wedstr. |      |    |
| 1      | Phanos, Amsterdam           | 3086      | 1678   | 16        | 1408 | 15 |
| 2      | Rotterdam Atletiek          | 3062      | 1471   | 16        | 1591 | 16 |
| 3      | Prins Hendrik, Vught        | 2579      | 1225   | 13        | 1354 | 16 |
| 4      | Haag Atletiek               | 1951      | 1309   | 13        | 642  | 8  |
| 5      | AAC, Amsterdam              | 1678      | 838    | 9         | 840  | 10 |
| 6      | AV Unitas, Sittard          | 1608      | 304    | 4         | 1304 | 15 |
| 7      | AV Lycurgus, Krommenie      | 936       | 652    | 8         | 284  | 4  |
| 8      | AV Sprint, Breda            | 900       | 448    | 6         | 452  | 5  |
| 9      | AV'34, Apeldoorn            | 771       | 697    | 9         | 74   | 1  |
| 10     | ARV Ilion, Zoetermeer       | 698       | 558    | 7         | 140  | 2  |
| 11     | AC TION, Enschede           | 614       | 614    | 8         |      |    |
| 12     | Groningen Atletiek          | 571       |        |           | 571  | 7  |
| 13     | Hellas, Utrecht             | 399       | 207    | 3         | 192  | 3  |
| 14     | AV Achilles-Top, Kerkrade   | 340       | 340    | 5         |      |    |
| 15     | PAC, Rotterdam              | 287       | 142    | 2         | 145  | 2  |
| 16     | AV Daventria 1906, Deventer | 243       | 65     | 1         | 178  | 2  |
| 17     | AV 1923, Amsterdam          | 208       | 208    | 3         |      |    |
| 18     | Nijmegen Atletiek           | 186       |        |           | 186  | 3  |
| 19     | Eindhoven Atletiek          | 177       |        |           | 177  | 2  |
| 20     | AAV '36, Alphen a/d Rijn    | 160       |        |           | 160  | 2  |
| 21     | Leiden Atletiek             | 139       | 139    | 2         |      |    |
| 22     | AV Hera, Heerhugowaard      | 136       |        |           | 136  | 2  |
| 23     | AV Atverni, Nieuwegein      | 135       |        |           | 135  | 2  |
| 24     | Atletiek Maastricht         | 128       |        |           | 128  | 2  |
| 25     | De Spartaan, Lisse          | 127       |        |           | 127  | 2  |
| 26     | GAC, Hilversum              | 97        | 48     | 1         | 49   | 1  |
| 27     | DEM, Beverwijk              | 90        |        |           | 90   | 2  |
| 28     | AV Olympus '70, Naaldwijk   | 61        |        |           | 61   | 1  |
| 29     | AV Attila, Tilburg          | 57        |        |           | 57   | 1  |
| 30     | Climax, Ede                 | 53        | 53     | 1         |      |    |
| 30     | EAC De Sperwers, Emmen      | 53        |        |           | 53   | 1  |
| 32     | NSAV 't Haasje, Nijmegen    | 50        |        |           | 50   | 1  |
| 33     | AV Clytoneus, Woerden       | 37        | 37     | 1         |      |    |